# Festival de Cine de Bogotá
El Festival de Cine de Bogotá es un festival de cine internacional que se realiza anualmente en la ciudad de Bogotá, Colombia desde el año 1984 y que se especializa en premiar directores noveles a nivel mundial, la organización está a cargo de Corporación Internacional de Cine en cabeza de Henry Laguado.

## Características
El festival se especializa en premiar a nuevos realizadores a nivel internacional en las categorías de Cine argumental, Cine Documental, Documental sobre arte y Video a quienes se entrega un trofeo denominado Círculo Precolombino. De igual forma se presentan muestras de animación y cine digital fuera de competencia. Cada año la organización invita a un país denominado Huésped de Honor, la embajada del país seleccionado coordina con los realizadores del festival muestras de películas, conferencias y eventos especiales con el fin de dar a conocer la cultura de la nación invitada.
El afiche promocional para el festival es realizado cada año por un artista nacional o internacional entre los que han participado Ana Mercedes Hoyos, Luis Felipe Noé, Sandro Chia, David Manzur, Enrique Grau, Antonio Seguí, Alfredo Jaar y Maripaz Jaramillo, entre otros.
El festival fue el primero en entregar un premio internacional como mejor director a Pedro Almodóvar por su película La ley del deseo.
En 2008 el festival tuvo como invitado especial al director británico Peter Greenaway quien presentó su película Nightwatching.